# George Seid
George Seid (* 15. April 1890 in New York City, Vereinigte Staaten; † 26. November 1956 in Los Angeles, Kalifornien, ebenda) war ein US-amerikanischer Filmtechniker, der 1945 mit dem  Oscar für technische Verdienste (Technical Achievement Award) ausgezeichnet wurde.

## Leben
Seid arbeitete als Filmtechniker für Columbia Studio Laboratory und wurde auf der Oscarverleihung 1945 gemeinsam mit Paul Zeff und S. J. Twining mit dem Oscar für technische Verdienste (Scientific and Technical Award) für die Formel und Anwendung bis zur Produktion eines vereinfachten regulierbaren Negativentwicklers (‚for the formula and application to production of a simplified variable area sound negative developer‘) ausgezeichnet. Er erhielt die Auszeichnung Klasse III, die aus einem Zertifikat besteht. Bei den wissenschaftlichen und technischen Awards, sowie denen für besondere Leistungen, handelt es sich um eine Auszeichnung der Klassen I bis III.
Bereits 1934 war Seid für die Filmkomödie The Lady Is Willing von Gilbert Miller mit Leslie Howard, Cedric Hardwicke und Binnie Barnes im Kamera- und Electrical-Department tätig. Es war Seids erster und einziger Film, an dem er beteiligt war.

## Auszeichnungen
- 1945: Oscar für technische Verdienste (Academy Technical Achievement Award)